# Фейсал II
Фейсал II бен Газі (араб. فيصل الثاني; 2 травня 1935 — 14 липня 1958) — іракський військовик і державний діяч, останній король країни з династії Хашимітів, фельдмаршал іракської армії, адмірал флоту й маршал ВПС. Був убитий під час революції 14 липня.

## Життєпис
Був єдиним сином і спадкоємцем короля Газі I, який загинув в автомобільній катастрофі 1939 року. Регентом при чотирирічному королі Фейсалі II став двоюрідний брат покійного короля емір Абдель Ілах, тісно пов'язаний з англійцями. Він залишався фактичним главою держави й після того, як Фейсал у травні 1953 року офіційно зійшов на престол. Безвільний і слабкий король цілковито перебував під впливом колишнього регента. Тим часом все більше поширювався опозиційний рух. Монархістам удавалось зберегти владу тільки за допомогою репресій[джерело?].
На початку лютого 1957 року опозиційні партії об'єднались у Фронт національної єдності. Програма Фронту передбачала усунення від влади прем'єр-міністрів Нурі аль-Саїда, вихід країни з Багдадського пакту та здійснення демократизації політичного устрою, звільнення Іраку від іноземного втручання, проведення політики «позитивного нейтралітету». Ту програму підтримали військовики.
Виступи почались у ніч з 13 на 14 липня 1958 року, напередодні вильоту короля Фейсала II та прем'єр-міністра Нурі аль-Саїда з Багдада до Стамбула для підписання угоди про приєднання Іраку до ймовірної інтервенції Туреччини проти Лівану.
13 липня до пізньої ночі в королівському палаці Каср ар-Ріхаб тривав розкішний бенкет. В багдадському аеропорту завершувались останні приготування літака, що мав доставити іракську делегацію до Туреччини. Все це відбувалось напередодні весілля монарха. Поки у палаці тривали веселощі, група офіцерів іракської армії на чолі з бригадиром Абдель Керимом Касемом ввела свої частини на вулиці іракської столиці, захопила урядові будівлі й обстріляла королівський паац Каср ар-Ріхаб. Після того як снарядами було знесено верхні поверхи будівлі та було зламано спротив охорони, до внутрішнього двору спустилась королівська родина на чолі з Фейсалом II і його дядьком, спадковим принцом Абдель Ілахом. Також там були найближчі до короля придворні, кожен з яких тримав над головою Коран. До них підійшли кілька офіцерів і наказали повернутись до стіни палацу обличчям. Лейтенант Абдель Саттар аль-Абосі без наказу відкрив вогонь з кулеметів і розстріляв майже всю королівську родину. Фейсал II помер пізніше від поранень у лікарні, куди його відвезли. Потім тіло Фейсала II виставили на загальний огляд перед його колишньою резиденцією. На відміну від інших представників королівської родини, над трупом молодого короля не знущались, потай поховавши його.
Таким чином було покладено край 37-річному правлінню Хашимітської династії в Іраку. Після бійні у палаці Каср ар-Ріхаб випадково вижила тільки дружина принца Абдель Ілаха. Змовники вирішили, що вона мертва й залишили лежати під купою тіл розстріляних родичів. Серед чудом вцілілих членів королівської родини був двоюрідний брат Фейсала II, Алі бен Хусейн.
Повсталі військові проголосили Ірак «незалежною» республікою. Також було проголошено вихід Іраку з Багдадського пакту.